# Judicial and Bar Council

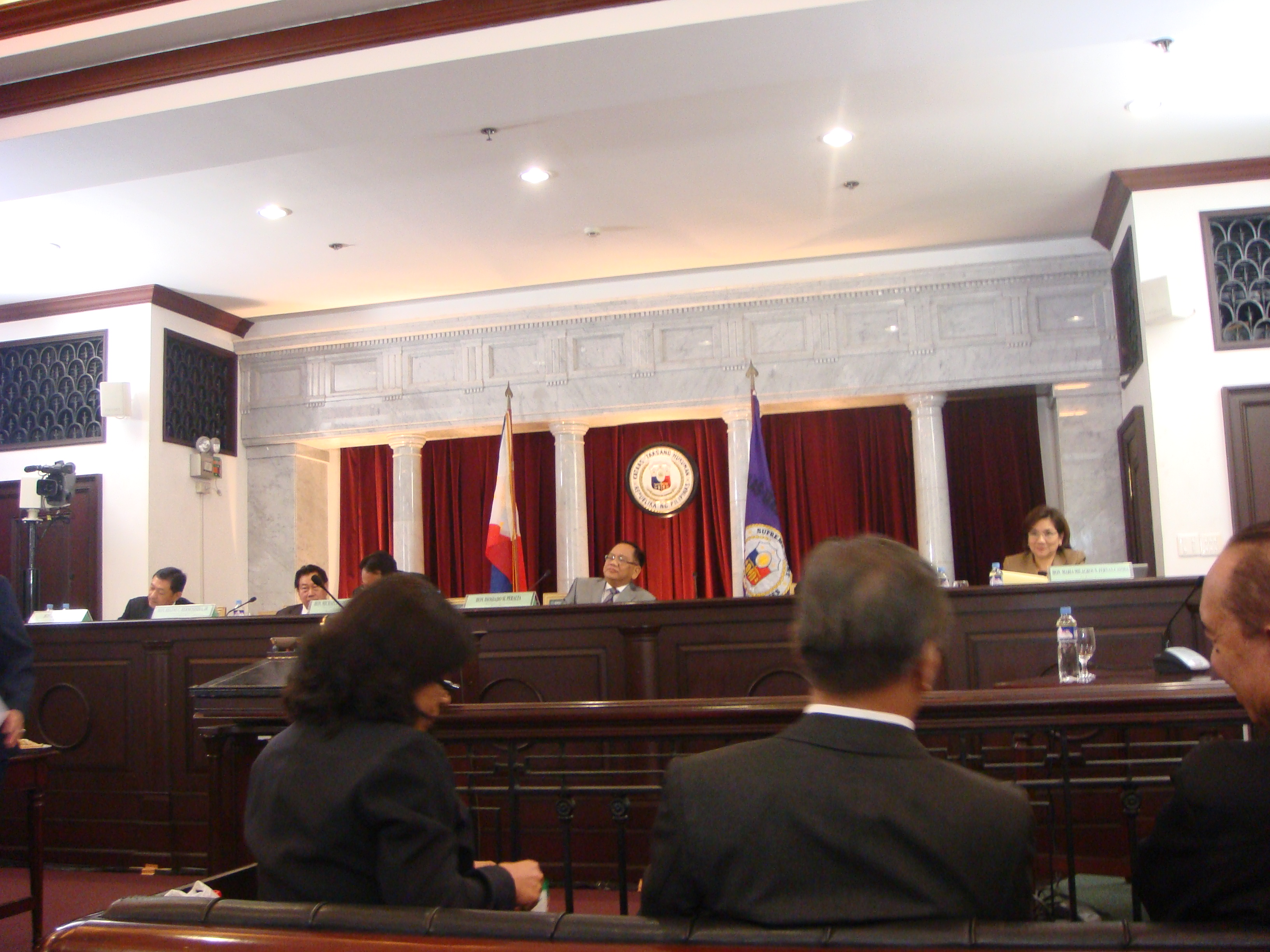
Judicial and Bar Council

De Judicial and Bar Council (JBC) is een Filipijns grondwettelijk orgaan dat verantwoordelijk is voor het voordragen van kandidaten voor vrijgekomen functies in het Filipijns hooggerechtshof en lagere Filipijnse rechtbanken. De JBC is samengesteld uit enkele reguliere leden en enkele ex-officio-leden. Reguliere leden worden voorgedragen door de president van de Filipijnen en dienen na goedkeuring door de Commission on Appointments van het Filipijns Congres gedurende vier jaar. Ex-officio leden zijn de Minister van Justitie en twee afgevaardigden uit het Filipijns Congres. De voorzitter van de JBC is de zittende opperrechter van het hooggerechtshof.

## Samenstelling
De leden van de Judicial and Bar Council zijn
- Ex-officio voorzitter
  - Maria Lourdes Sereno, opperrechter van de Filipijnen
- Ex-officio-leden
  - Leila de Lima - minister van justitie
  - Aquilino Pimentel III - senator en voorzitter van de senaatscommissie voor Justitie en Mensenrechten
  - Niel Tupas jr. - afgevaardigde en voorzitter van de Huis-commissie voor Justitie
- Reguliere leden
  - Maria Milagros Fernan-Cayosa
  - Jose Mejia
  - Aurora Santiago-Lagman
  - Vacant